# Кастьєльйо-де-Хака
Кастьєльйо-де-Хака (ісп. Castiello de Jaca, араг. Castiello de Chaca) — муніципалітет в Іспанії, у складі автономної спільноти Арагон, у провінції Уеска. Населення — 265 осіб (2009).
Муніципалітет розташований на відстані близько 360 км на північний схід від Мадрида, 55 км на північ від Уески.
На території муніципалітету розташовані такі населені пункти: (дані про населення за 2009 рік)
- Араторес: 42 особи
- Кастьєльйо-де-Хака: 214 осіб

## Демографія
Динаміка населення (INE ):